# Scotophilus viridis
Scotophilus viridis és una espècie de ratpenat que es troba a l'Àfrica subsahariana i a Madagascar.
Habita la sabana.